# NGC 7116
NGC 7116 is een spiraalvormig sterrenstelsel in het sterrenbeeld Zwaan. Het hemelobject werd op 9 september 1863 ontdekt door de Duitse astronoom Albert Marth.

## Synoniemen
- UGC 11796
- MCG 5-51-1
- ZWG 493.5
- PGC 67218